# Charles Descantons de Montblanc

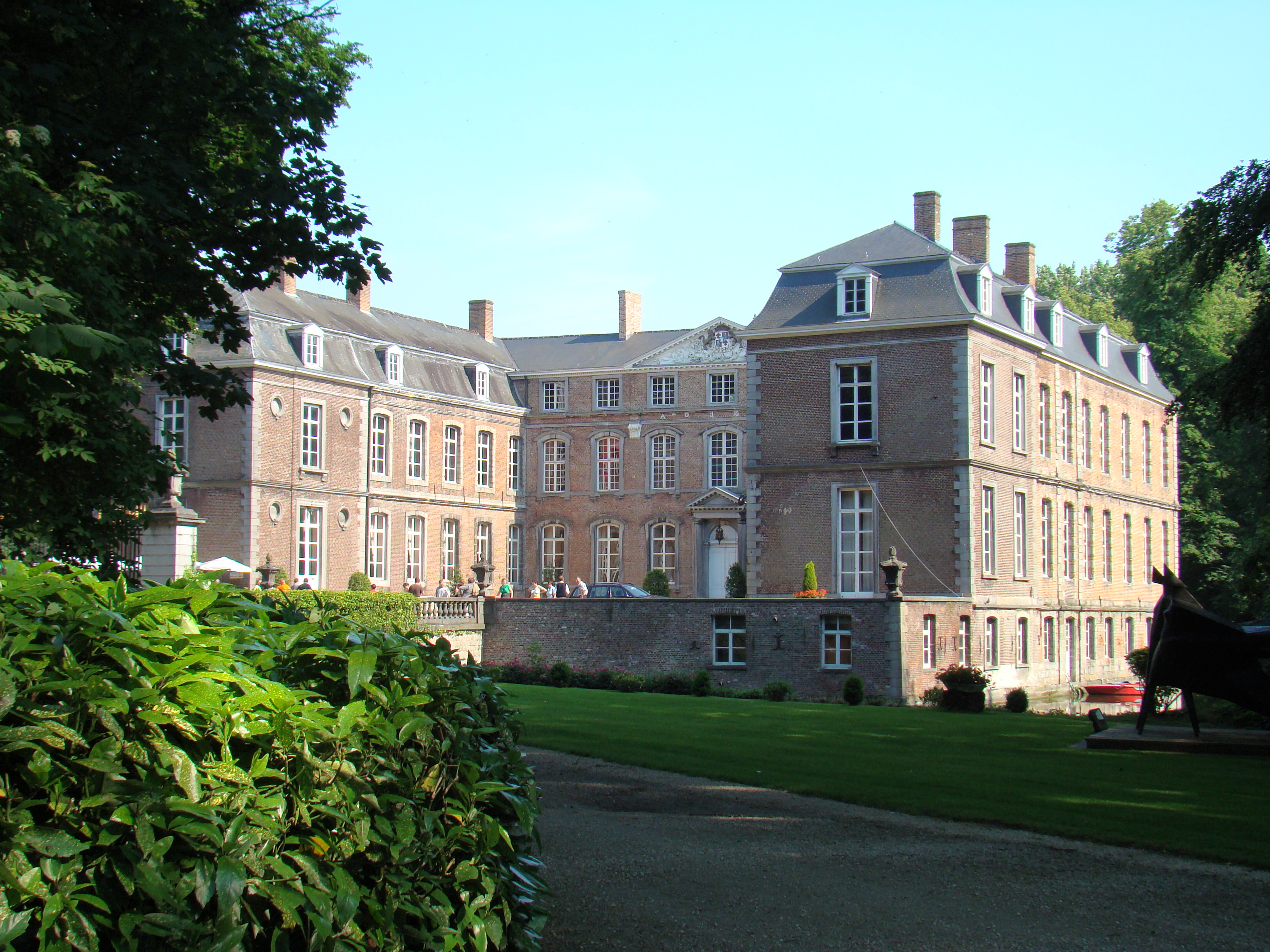
Schloss der Familie in Ingelmunster

Charles Descantons de Montblanc (* 12. Mai 1833 in Paris; † 22. Januar 1894 daselbst), war ein belgischer Graf, der in der Zeit unmittelbar nach der Öffnung Japans eine Schlüsselfigur der französischen und belgischen Beziehungen zu Japan darstellte. Japanisch nannte er sich Hakuzan-haku (白山伯), die wörtliche Übersetzung von „Graf Montblanc“.

## Lebensweg
Sein Vater Charles Albéric Clement Descantons de Montblanc, der zusammen mit seiner Schwester Suzanne Agathe Félicité vom kinderlosen Baron Charles Louis Marie Ghislain de Plotho 1825 das Chateau von Ingelmunster (Westflandern) erbte, wurde erst am 30. Juni 1841 durch Louis Philippe von Frankreich geadelt. Zum 20. Juli erfolgte die Erhebung in den Adelsstand auch durch Leopold I., König der Belgier. Im Gegensatz zu seinen jüngeren Brüdern Albéric und Ernest optierte der älteste Sohn Charles zeitlebens nicht für eine der beiden Staatsangehörigkeiten.

### Erste Japankontakte
Unklar ist, ob sich der Graf bereits 1858 oder 1861 auf den Philippinen und eventuell in Japan aufgehalten hat. Japanisch lernte er vermutlich von Saitō Kenichirō, den der als exzentrisch beschriebene Montblanc (1861? oder 1863/4?) in Japan angestellt hatte und mit nach Hause nahm. Als 1864 die japanische Europamission, unter Ikeda Nagaoki (1837–1879), in Paris weilte, bot er sich als Berater an. Die Stellung ging jedoch an Alexander von Siebold. Bald darauf begab sich Charles (erneut) nach Japan, die genauen Daten seiner Reise sind jedoch strittig.

### Verbindung zum Satsuma-han

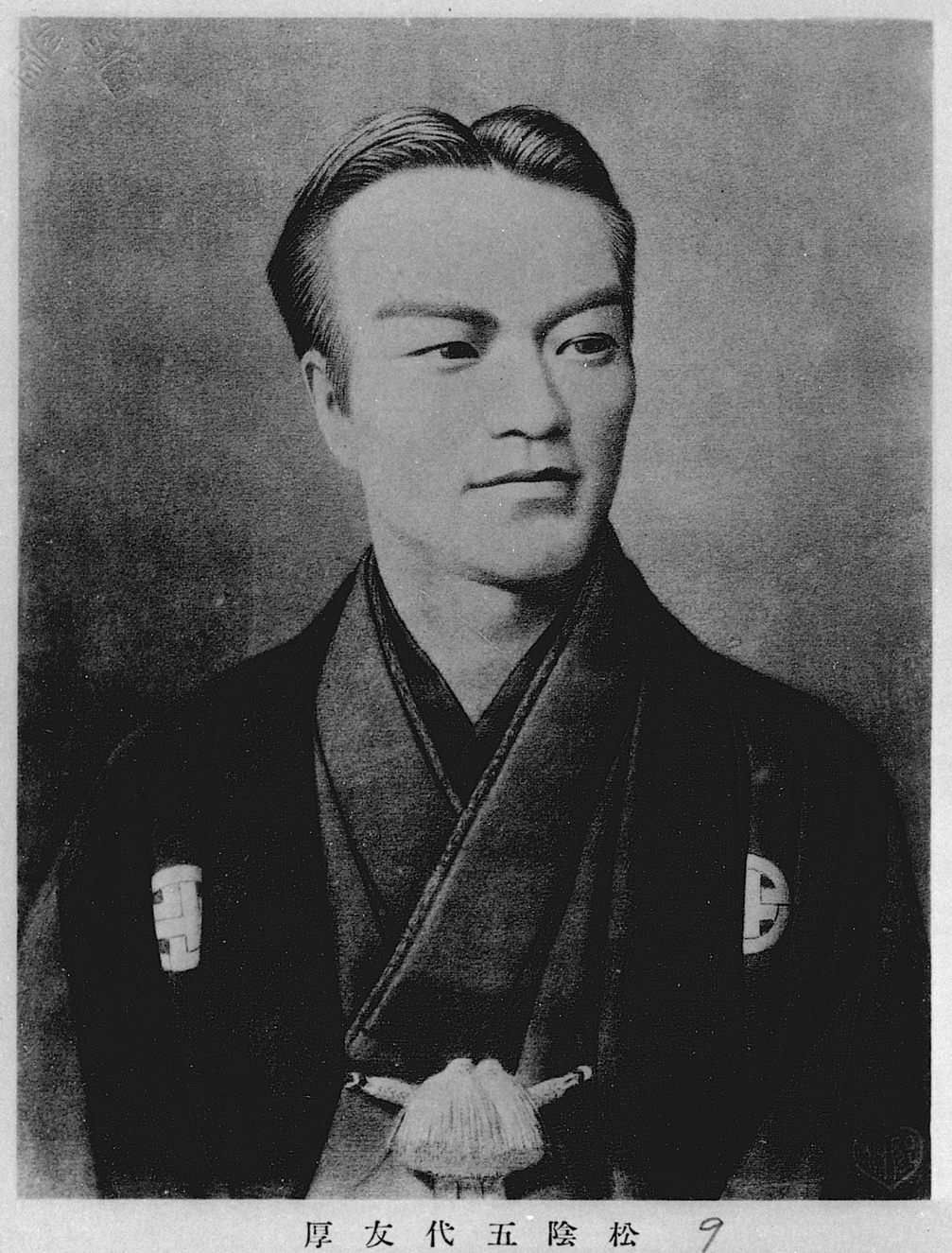
Godai Tomoatsu

Anfang September 1865 trat er dann in Kontakt mit Shibata Takenaka, der in Frankreich und England Militärhilfe und Maschinen für die zu bauende Werft in Yokosuka beschaffen sollte. Da jedoch auch dieser Gesandte des Bakufu ihn abwies, wandte er sich nun den Repräsentanten des Satsuma-han zu, die, das noch immer bestehende Ausreiseverbot auf einem Schiff der britischen Firma Thomas Glover Co. umgehend, seit Juni in London weilten.
Drei Mitglieder dieser Delegation erreichten Ostende am 14. September, nachdem sie Montblanc oder Saitō bereits einen Tag vor ihrer Abreise in England getroffen hatten. Sie verbrachten zwei Tage in Ingelmunster.
Anfang Oktober kam es zur Unterzeichnung eines Abkommens zwischen Belgien, vertreten durch Montblanc, und dem Satsuma-han, das die Errichtung einer Handelsgesellschaft vorsah. Die Gruppe reiste dann nach Paris, wo man sich um die Berechtigung zur Teilnahme an der Weltausstellung 1867 – neben dem Bakufu – zu bemühen, mit Montblanc als Vermittler. Ab 7. Februar 1866 war Montblanc Handelsbeauftragter für Satsuma, stand jedoch in Konkurrenz zur englischen Thomas Glover Co., die ihn über Jahre hinaus bekämpfen und durch von ihr bezahlte Journalisten verleumden lassen würde. Die Anfeindungen dieser Kampagne, die sich während und nach der Rebellion 1868 verschärften, finden sich noch heute in einigen Biographien über Montblanc.
Iwashita Masahiro kam Anfang 1867 als Gesandter Satsumas nach Frankreich, um mit Montblanc die Teilnahme an der Weltausstellung vorzubereiten. Zur Ratifikation des Handelsvertrags und der Lieferung der gewünschten Maschinen kam es aus Geldmangel seitens des jedoch Han nicht.

### Zweite Japanreise
Im August 1867 begab sich „General“ Montblanc, der dem Han eine Kreditlinie von 400.000 Franc besorgt hatte, mit neun pensionierten Offizieren als Militärberatern auf die Reise nach Nagasaki, wo sie am 19. Oktober ankamen. Sein Buch Le Japon tel qu'il est war bereits vor der Abreise erschienen. Es scheint, dass Montblancs föderalistische Ideen, wie auch die Ernest Satows, einen gewissen Einfluss auf die Vorstellungen der Satsuma-Chōshū-Aufständischen hatten. Im November wurde Montblanc, der angab vom französischen Marineministerium beauftragt zu sein, vom Daimyō in Kagoshima empfangen. In Nagasaki versuchte der Bugyō (奉行) des noch bestehenden Bakufu ihn zu verhaften. Montblanc, der sich in Begleitung des britischen Konsuls Marcus Flowers befand, presste eine Pistole an den Hals des Richters und kehrte zu seiner Samurai-Leibgarde zurück. Am 5. Dezember reiste er in die Nähe von Kyoto, wo er sich mit dem Fürsten Shimazu traf und den er in den folgenden chaotischen Tagen beriet.
Am 3. März 1868 informierte die neue kaiserliche Regierung den französischen Gesandten in Edo Léon Roches, dass man wünsche, den Repräsentanten in Paris abzulösen und stattdessen Montblanc, der „der im Dienste des einen oder anderen japanischen Fürsten gestanden hatte“, zum Generalkonsul und charge d'affairs in Paris ernennen wolle. Am 12. Dezember 1869 wurde dann die endgültige Entscheidung gefällt, ihn zum kōmu benri shoku (公務弁理職) zu machen.

### Paris
Ende Dezember 1869 trat Montblanc die Rückreise an. Im März präsentierte er sein Beglaubigungsschreiben beim französischen Außenministerium. Am 20. April wurde er lediglich als Generalkonsul bestätigt, woraufhin er in der rue du Tivoli eine Repräsentanz eröffnete. Am 2. November wurde an seiner Stelle Sameshima Naonobu ernannt. Montblanc zog sich daraufhin, meist in Paris lebend, ins Privatleben zurück. Dabei war er noch als Ethnologe und Orientalist aktiv. Von 1875 bis 1885 war er Vorsitzender der Société de études japonaises chinoises tartares et indo-chinoises.
Er wurde am 27. Januar 1894 in Ingelmunster beerdigt.

## Werke
- Le Japon tel qu'il est, Paris 1867 Volltext
- Les isles Phillipines. in: Méde las société de études japonaises chinoises tartares et indo-chinoises, Vol. 2 (1877). S. 41–98